# Cabeza de Manzaneda (Puebla de Trives)
Cabeza de Manzaneda es una entidad de población y una estación de esquí situada en la parroquia de Coba, del municipio español de Puebla de Trives, en la provincia de Orense, Galicia.

## Demografía
| Gráfica de evolución demográfica de Cabezade Manzaneda entre 2000 y 2023 |
|                                                                          |
| Datos según el nomenclátor publicado por el INE.                         |